# Ligne de Puyoô à Dax
La ligne de Puyoô à Dax est une ligne de chemin de fer française d'une longueur de trente kilomètres qui relie Puyoô, dans les Pyrénées-Atlantiques, à Dax, sous-préfecture du département des Landes.
Ouverte en 1863 et électrifiée en 1925 par la Compagnie du Midi, cette courte ligne présente la particularité d'être essentiellement utilisée par les TGV et trains de grandes lignes en transit, avec une desserte locale inexistante : aucune gare n'est actuellement en service commercial hormis les gares encadrantes de Puyoô et de Dax.
Elle constitue la ligne no 656 000 du réseau ferré national.

## Histoire

### Chronologie
- 4 mars 1863 : ouverture de la ligne de Puyoô à Dax, avec le tronçon de Pau à Puyoô de la ligne de Toulouse à Bayonne ;
- 1925 : mise en service de l'électrification en 1 500 V continu.

### Un lien essentiel entre Gascogne et Pyrénées
La ligne de Puyoô à Dax est déclarée d'utilité publique, en même temps que la ligne de Toulouse à Bayonne dont elle constitue un embranchement, par un décret impérial du 23 octobre 1856. Elle est concédée à la Compagnie des chemins de fer du Midi et du Canal latéral à la Garonne par une convention signée le 1er août 1857 entre le ministre des Travaux publics et la compagnie. Cette convention est approuvée par un décret impérial à la même date. Cette convention comprend outre cette ligne, à établir à la charge de la compagnie, le tronçon de Pau à Puyoô de la ligne de Toulouse à Bayonne, dont l'infrastructure est réalisée par l'État. Si ce dernier tronçon s'établit naturellement dans la vallée du gave de Pau, l'établissement de la ligne de Dax fait l'objet de nombreuses hésitations quant au tracé, le parcours le plus direct devant traverser deux reliefs successifs, un entre les vallées de l'Adour et du Luy, l'autre entre cette dernière et le gave de Pau. Finalement, le tracé retenu évite la première ligne de faîte en contournant Dax par l'ouest et franchit économiquement la seconde par un court tunnel au lieu du souterrain de 670 mètres initialement envisagé, grâce à un détour entre Habas et Misson. 
Le 4 mars 1863, la ligne de Puyoô à Dax est mise en service par la Compagnie du Midi, en même temps que le tronçon de Pau à Puyoô de la ligne de Toulouse à Bayonne. Le tunnel n'étant pas achevé le jour de la mise en service de la ligne, 42 mètres restant à vouter, une déviation provisoire longue de 1 962 mètres est établie au-dessus de l'ouvrage et permet aux trains de circuler sans difficulté malgré une rampe de 23 ‰. Les trains directs relient alors Pau à Dax, distantes de 83 kilomètres, en deux heures vingt-cinq minutes.
En 1925, dans le cadre de l'ambitieux programme d'électrification lancé par la Compagnie du Midi, la ligne est électrifiée en 1 500 V continu, en même temps que les grandes artères encadrantes. Toutefois la ligne est dotée de supports de caténaire en béton ajouré et non des ogivaux comme sur la ligne d'Irun ; en outre, la caténaire n'étant alimentée que par les deux sous-stations de Dax et de Puyoô des lignes encadrantes sans aucune sous-station intermédiaire de renfort, la tension en ligne connait de ce fait des chutes régulières.
Durant la Seconde Guerre mondiale, une des deux voies est démontée par les occupants allemands qui laissent toutefois en place la caténaire. Elle est néanmoins reposée en 1949-1950, les nombreux trains de pèlerinage se dirigeant vers Lourdes engendrant des difficultés croissantes sur la voie unique. En raison de la croissance du trafic, la ligne est équipée du block manuel unifié (BMU) en 1958, pour la célébration du centenaire des apparitions de Lourdes qui entrainent un trafic élevé.

## Caractéristiques

### Tracé
À l'ouest de la gare de Puyoô, la ligne se sépare de celle de Toulouse à Bayonne, qu'elle laisse sur sa droite, et quitte rapidement le bassin du gave de Pau et le département des Pyrénées-Atlantiques pour celui des Landes. Le tunnel de Habas, long de 288 mètres, permet à la ligne de rejoindre la Chalosse. Elle longe le grand Arrigan, l'un des affluents du Luy, lui-même franchi par un viaduc métallique long de 56 mètres. Après avoir dépassé l'ancienne gare de bifurcation de Peyrouton, où la rejoignait la ligne de Dax à Mont-de-Marsan, la ligne, jusqu'alors d'orientation sud-est / nord-ouest, bifurque vers le nord et contourne Dax par l'ouest, franchissant par la même occasion l'Adour grâce à un viaduc à six arches en maçonnerie long de 130 mètres. Elle rejoint alors la ligne de Bordeaux-Saint-Jean à Irun à l'ouest de la gare de Dax. Le long de son parcours, la ligne, assez sinueuse, comporte trente-six courbes et traverse neuf communes. Son profil en long comporte deux dos-d'âne, avec des rampes de 7 ‰ de part et d'autre de Peyrouton, puis de 6,5 ‰ afin d'accéder au tunnel de Habas,.

### Équipement
La ligne, dotée d'une double voie, est électrifiée en 1 500 V continu et équipée du block automatique à permissivité restreinte (BAPR) par compteur d'essieux, du contrôle de vitesse par balises (KVB) et de la radio sol-train sans transmission de données,.

### Vitesses limites
La vitesse limite de la ligne en 2014 pour tous types de trains de Puyoô à Dax est de 130 km/h mais les trains de certaines catégories, comme les trains de marchandises, sont soumis à des limites plus faibles.

## Exploitation
Durant les années 1930, les besoins de desserte locale assez limités n'entrainent la mise en route que de quatre trains de voyageurs quotidiens et d'un train de marchandises. En revanche, le transit de rapides et express est important, avec la circulation des trains reliant Paris et Bordeaux vers les Pyrénées. Chaque jour circulent trois rapides et express reliant Paris à Lourdes et Tarbes de nuit, mais un unique express de jour sur le même parcours. Cette trame est complétée l'hiver par des trains périodiques reliant Bordeaux à Luchon et Laruns les samedis, et les dimanches de Hendaye à Laruns via Dax et Pau. Le passage à la région Sud-Ouest de la toute nouvelle SNCF en 1938 ne change pas la trame de desserte en place.
En 1952, la trame des trains de grandes lignes porte sur deux couples de rapides et express de jour, puis autant la nuit. La desserte locale est assurée avec deux omnibus quotidiens de Dax à Puyoô, mais aucun en sens inverse, ce qui pousse à faire arrêter les express 803 et 833 à Mimbaste et à Misson - Habaste. En avril 1970, le trafic de Dax à Mont-de-Marsan est transféré sur route, mouvement qui touche la ligne de Puyoô à Dax en septembre avec l'arrêt de l'autorail.
Avec le lancement du TGV Atlantique en 1990, trois trains quotidiens empruntant le tronçon sont créés, avec un quatrième les vendredis et dimanches. Un nouveau train quotidien s'y ajoute postérieurement durant les années 1990. S'y ajoutent une liaison Dax - Pau en correspondance avec le TGV à destination de Hendaye, et deux Bordeaux - Pau - Tarbes en fin de semaine. Cet axe a longtemps été marqué par les migrations saisonnières de pèlerins se rendant à Lourdes. Entre Pâques et la mi-octobre, qui marque la fin de la saison avec le pèlerinage du Rosaire, la ligne est empruntée certains jours par six à dix trains spéciaux, un tiers d'entre eux étant assuré en TGV depuis Paris, le Nord et la Belgique. En l'an 2000, la ligne voit transiter une trentaine de circulations quotidiennes, nombre montant à cinquante certains jours d'été.